# Бусов, Семён Васильевич
Семён Васильевич Бусов (15 сентября 1950) — советский биатлонист. Двукратный призёр чемпионата СССР в гонке патрулей.

## Биография
Выступал за спортивное общество «Динамо» и город Пермь.
В январе 1972 года стал победителем зонального первенства Урала в индивидуальной гонке. В 1973 году одержал победу в индивидуальной гонке на соревнованиях «Ижевская винтовка».
В 1975 году стал серебряным, а в 1976 году — бронзовым призёром чемпионата СССР в гонке патрулей в составе сборной общества «Динамо».
Дальнейшая судьба неизвестна.